# Acetochloor
Acetochloor (ISO-naam) is een selectief, systemisch herbicide dat vooral bij de teelt van maïs ingezet wordt. Het wordt voor of kort na het zaaien verspoten. Scheuten en wortels nemen de stof uit de bodem op. Acetochloor werkt in op de biosynthese van proteïnen en lipiden. Producten met acetochloor bevatten een safener om de maïsplanten te beschermen tegen de stof. Een typische safener is dichlormid (N,N-diallyl-2,2-dichlooraceetamide).
Acetochloor en verwante stoffen waaronder alachloor werden door Monsanto ontwikkeld en gepatenteerd.
In Europa werd acetochloor geproduceerd door ICI (later AstraZeneca). In 2000 kocht Dow AgroSciences de acetochloorproductlijn over van AstraZeneca, als onderdeel van de voorwaarden bij de fusie van de afdeling landbouwchemicaliën van AstraZeneca met die van Novartis tot Syngenta.

## Synthese
Acetochloor kan op de volgende manier geproduceerd worden:
1. De reactie van 2-ethyl-6-methylaniline met chlooracetylchloride tot de intermediaire verbinding 2-chloor-N-(2-ethyl-6-methylfenyl)aceetamide (stof A)
2. De reactie van formaldehyde, ethanol en HCl tot de tweede intermediaire verbinding chloormethoxyethaan (chloormethylethylether)
3. De reactie van deze stof met stof A bindt een ethoxymethylgroep aan het stikstofatoom van A en vormt zo acetochloor.

## Regelgeving
In de Verenigde Staten werd acetochloor in 1994 geregistreerd door het Acetochlor Registration Partnership (ARP), een partnerschap van Monsanto en de Amerikaanse dochteronderneming van ICI, ICI Americas. Dit kwam er nadat beide bedrijven een dispuut hadden bijgelegd omtrent de geldigheid van de octrooien van ICI Americas in verband met safeners voor acetochloor. Hoewel de registratie op naam staat van ARP, beconcurreerden Monsanto en ICI/AstraZeneca elkaar op de Amerikaanse markt met verschillende producten op basis van acetochloor. Het Environmental Protection Agency heeft strenge voorwaarden gekoppeld aan het gebruik van acetochloor.
Acetochloor is in de Europese Unie niet toegelaten als herbicide. Dit gebeurde eerst bij een beslissing van de Europese Commissie van 5 december 2008, en, na een nieuwe aanvraag, op 21 december 2011. Bij de risicobeoordeling is vastgesteld dat de aanvaardbare dagelijkse inname van de stof mogelijk overschreden kan worden. Ook is acetochloor, en een aantal van haar metabolieten, zeer toxisch voor waterorganismen. Een van die metabolieten, t-norchloro-acetochloor (N-(ethoxymethyl)-N-(2-ethyl-6-methylfenyl)acetamide), is mogelijk genotoxisch. Bij langdurige proeven op laboratoriumdieren bleek acetochloor kankerverwekkend te kunnen zijn.